# Ottoniske linje af Huset Nassau
Den ottoniske linje af Huset Nassau var en tysk, hollandsk og fransk fyrsteslægt, der opstod i 1255, da grevskabet Nassau blev delt i to grevskaber. Slægtens direkte linje uddøde, da den tidligere regerende dronning Vilhelmine af Nederlandene, døde i 1962.
Kong Willem-Alexander af Nederlandene (født som prins af bl.a. Oranje-Nassau) er en efterkommer af den ottoniske linje.

## Oprindelse
Efter at greve Henrik 2. af Nassau døde omkring 1250, opstod der en arvestrid mellem hans sønner Otto 1. af Laurenburg-Nassau og Walram 2. af Nassau. Striden endte i 1255, da Otto 1. fik tilkendt områderne nord for floden Lahn, mens Walram 2. fik områderne syd for Lahn.
Otto 1. blev stamfader til den nuværende kongeslægt i Holland, mens Walram 2. blev far til Adolf af Nassau, der var konge af Tyskland fra 1292 til 1298. Walram 2. blev også stamfader til den nuværende (fra 1890) storhertuglige slægt i Luxembourg.
Otto 1.s efterkommere kaldtes for den ottoniske linje af Huset Nassau, mens Walram 2.s  efterkommere kaldtes for den walramiske linje af Huset Nassau. 
Greverne af den ottoniske del af Nassau fik ofte flere sønner, og grevskabet blev delt i mindre områder, der så blev samlede igen, når de forskellige linjer uddøde.

## Hollandske interesser
Otto 1. af Laurenburg-Nassau var søn af den nederlandske grevinde Mathilde af Geldern-Zutphen og datterdatters søn af Agnes van Loon (grevskabet Loon svarede stort set til den nuværende flamsk-belgiske provins Limburg)). 
Otto 1. og hans efterkommere bevarede en tæt tilknytning til Nederlandene (svarede stort set til nutidens Benelux). I begyndelsen havde de interesser i både Holland, Belgien og Luxembourg, men efterhånden blev nutidens Holland  deres vigtigste område.
Gennem ægteskaber erhvervede de nogle mindre områder i Nederlandene. Vigtigere var det dog, at slægtens medlemmer fik embeder bl.a. som statholdere i flere af provinserne. Ofte var det sådan, at én af sønnerne overtog stillingen som greve (senere som fyrste) i Nassau, mens hans brødre og nevøer passede stillingerne i Nederlandene. 
Fra 1530 og frem til begyndelsen af 1700-tallet tilhørte  fyrstendømmet Oranje slægten Nassau.
De mest kende medlemmer af slægtens ældre linje var Vilhelm den Tavse (1533–1584), der regnes for at være én af Hollands største frihedshelte, og Vilhelm 3. af Oranien (1650–1702), der som Vilhelm 3. af England blev konge af de britiske øer.

## Den frisiske linje
Den yngre linje (dvs. den frisiske linje) af slægten er grundlagt af Johan 6. af Nassau-Dillenburg (1536–1606), der var bror til Vilhelm den Tavse. Et medlem af denne linje blev arvestatholder af Nederlandene i 1747. Allerede i 1795 blev hans søn fordrevet af franskmændene.
Som en delvis erstatning for tabet af Nederlandene blev Vilhelm 5. af Oranien (1748–1806) i 1802 udnævnt til fyrste af det nyoprettede tyske fyrstendømme Nassau-Oranien-Fulda. Denne stat blev dog opløst igen allerede i 1806.
Wienerkongressen (i 1814–1815) fratog slægten dens sidste besiddelser i Tyskland. Som erstatning fik slægten den nuværende belgiske provins Luxembourg-Arlon og det nuværende storhertugdømme Luxembourg. Provinsen Luxembourg-Arlon blev afstået til Belgien allerede i 1839. I 1890 uddøde den ottoniske mandslinje og storhertugdømmet Luxembourg blev afstået til den walramiske mandslinje af Huset Nassau.
I 1815 blev Vilhelm 1. af Nederlandene, der var søn af Vilhelm 5. af Oranien, konge af Nederlandene og storhertug af Luxembourg. Vilhelm 1.s efterkommere regerer stadig i Nederlandene, mens de måtte opgive Luxembourg i 1890. 

## Fyrstendømmerne Oranje

### Det første fyrstendømme Oranje
Det første fyrstendømme Oranje (fransk: Principauté d'Orange) var et provencalsk fyrstendømme ved Rhône i den sydøstlige del af nutidens Frankrig. Området blev erobret af Frankrig i begyndelsen af 1700-tallet.
I 1163 gjorde kejser Frederik Barbarossa det hidtidige grevskab til et suverænt fyrstedømme i Det tysk-romerske Rige.
Den hollandske René van Chalon (statholder i Holland, Zeeland og Utrecht samt i Gelre og Zutphen) blev i 1530 fyrste af Oranje. René van Chalon var søn af Claudia van Chalon (1498 – 1521), der havde været arving til Oranje.
René van Chalon testamenterede Oranje til sin fætter Vilhelm den Tavse. Vilhelm blev fyrste af Oranje i 1544, og Vilhelms efterkommere regerede fyrstendømmet frem til 1702.
Det irriterede kongerne af det katolske Frankrig, at landets huguenotter søgte tilflugt i det protestantiske Oranje, og de besatte fyrstendømmet flere gange.
Fra 1702 til 1713 var Oranje genstand for en arvestrid mellem kong Frederik 1. af Preussen og Johan Vilhelm Friso af Nassau-Diez, statholder i de små provinser Frisland og Groningen. Det var den preussiske konge, der stod stærkest i striden. 
Ved Freden i Utrecht i 1713 afstod Det tysk-romerske Rige Oranje til Frankrig, og området blev indlemmet i den fransk provins Dauphiné Viennois. 
Som en udløber af arvestriden begyndte kong Frederik 1. af Preussen at kalde sig Fürst von Oranien. Titlen gik i arv til de senere preussiske konger. Efter afskaffelsen af de tyske monarkier i 1918 bliver titlen brugt som en sidetitel for overhovederne for Fyrstehuset Hohenzollern. Fra 1996 bruges titlen af prins Georg Friedrich af Preussen.
Titlen bruges også i Holland, hvor tronfølgerne i 1815–1884 og igen fra 1980 er titulære fyrster eller fyrstinder af Oranje.
Flere franske adelsslægter gør også krav på titlen som fyrste af Oranje.

### Det andet fyrstendømme Oranje
Det andet fyrstendømme Oranje (tysk: Fürstentum Nassau-Oranien-Fulda eller Fürstentum Fulda und Corvey) blev oprettet i 1802, og det holdt op med at eksistere i 1806. 
Fyrstendømmet Nassau-Oranien-Fulda bestod af nogle spredte tidligere kirkelige territorier i Det tysk-romerske Rige. Fyrstedømmet blev oprettet til Vilhelm 5. af Oranien som en erstatning for, at han havde mistet posten som arvestatholder i Nederlandene.
I 1803 blev fyrstendømmet anerkendt ved Slutrapportten fra den ekstraordinære rigsdeputation.
I den fjerde koalitionskrig var Nassau-Oranien-Fulda allieret med Preussen og Frankrigs andre modstandere. Som straf opløste Napoleon 1. af Frankrig fyrstendømmet og fordelte dets territorier mellem forskellige franske vasalstater.

### Titulære fyrster af Oranje
I 1815–1884 og igen fra 1980 har de hollandske tronfølgere været titulære fyrster eller fyrstinder af Oranje (prins eller prinses van Oranje).
- 1815 – 1840: Willem, Prins van Oranje, senere konge som  Vilhelm 2. af Nederlandene, søn af Vilhelm 1. af Nederlandene.
- 1840 – 1849: Willem, Prins van Oranje, senere konge som  Vilhelm 3. af Nederlandene, søn af Vilhelm 2. af Nederlandene.
- 1849 – 1879: Willem, Prins van Oranje, ældste søn af Vilhelm 3. af Nederlandene.
- 1879 – 1884: Alexander, Prins van Oranje, yngste søn af Vilhelm 3. af Nederlandene.
- 1980 – 2013: Willem-Alexander, Prins van Oranje, senere konge som Willem-Alexander af Nederlandene
- 2013 – nu: Catharina-Amalia af Nederlandene, titulær fyrstinde af Oranje (Prinses van Oranje)

## Prinser af Oranje-Nassau
De fleste prinser og prinsesser af Nederlandene er også prinser og prinsesser af Oranje-Nassau. Nogle gange bevarer de denne titel, selv om de mister titlen som prins eller prinsesse af Nederlandene.

### Grever af Oranje-Nassau
Børn af kong Willem-Alexander af Nederlandenes brødre er grever og grevinder af Oranje-Nassau.
Prins Friso af Oranje-Nassau (1968 – 2013) fik børnene:
- Emma Luana Ninette Sophie, grevinde af Oranje-Nassau, jonkvrouw (ungfrue) af Amsberg (født 26. marts 2005)
- Joanna Zaria Nicoline Milou, grevinde af Oranje-Nassau, jonkvrouw (ungfrue) af Amsberg (født 18. juni 2006)

Prins Constantijn af Nederlandene (født 1969) har børnene: 
- Eloise Sophie Beatrix Laurence, grevinde af Oranje-Nassau, jonkvrouw (ungfrue) af Amsberg (født i Haag, 8. juni 2002)
- Claus-Casimir Bernhard Marius Max, greve af Oranje-Nassau, jonkheer (junker) af Amsberg (født i Haag, 21. marts 2004).
- Leonore Marie Irene Enrica, grevinde af Oranje-Nassau, jonkvrouw (ungfrue) af Amsberg (født i Haag, 3. juni 2006)

## Huset Nassau, før den ottoniske linje
- 1190 – 1251: Henrik 2. af Nassau, gift med Mathilde af Geldern-Zutphen (en datter af Otto 1., greve af Geldern og Zutphen (1150–1207) og datterdatter af Agnes van Loon (grevskabet Loon svarer stort set til den nuværende flamsk-belgiske provins Limburg)).

## Huset Nassau, ældre ottoniske linje
- 1247 – 1290: Otto 1. af Laurenburg-Nassau
- 1270 – 1343: Henrik 1. af Nassau-Siegen
- 1305 – 1350: Otto 2. af Nassau-Siegen
- 1339 – 1416: Johan 1. af Nassau-Dillenburg

### Grever med interesser i det senereBenelux
- 1370 – 1442: Engelbert 1. af Nassau-Dillenburg, rådgiver for hertug Anton af Brabant, grundlagde i 1425 det belgiske Katholieke Universiteit Leuven.
- 1410 – 1475: Johan 4. af Nassau-Dillenburg, general for Filip den Gode af Burgund (med Belgien og andre Nederlande) og Karl den Dristige, fik som tak høje poster i hertugernes franske og nederlandske (dvs. belgiske) besiddelser.
- 1455 – 1516: Johan 5. af Nassau-Vianden-Dietz, statholder af Gelderland og Zutphen, arvede også Breda i Noord-Brabant og Vianden i Luxembourg.
- 1487 – 1559: Vilhelm 1. af Nassau-Dillenburg (kendt som Vilhelm den rige), regerende greve af Nassau-Dillenburg, også greve af Katzenelnbogen (en grevetitel som den nuværende hollandske konge har arvet), af Vianden (i Luxembourg) m.v.

### Statholdere i de centrale dele af Nederlandene
- 1533 – 1584: Vilhelm den Tavse, statholder af frigrevskabet Burgund, af Holland, Zeeland og Utrecht samt af Friesland og Overijssel. Vilhelm den Tavse startede Firsårskrigen, og han regnes som én af Hollands største frihedshelte.
- * * 1567 – 1625: Morits af Oranien, søn af Vilhelm den Tavse, bror til Frederik Henrik af Oranien, statholder af Holland og Zeeland, af Utrecht, Gelre og Overijssel samt af Groningen og Drenthe
- 1584 – 1647: Frederik Henrik af Oranien, statholder af Holland, Zeeland, Utrecht, Gelderland og Overijssel samt af Drenthe.
- 1626 – 1650: Vilhelm 2. af Oranien, statholder af Holland, Zeeland, Utrecht, Gelre/Zutphen, Overijssel, Groningen og Drenthe
- 1650 – 1702: Vilhelm 3. af Oranien,

statholder af Holland, Zeeland, Utrecht, Gelre & Zutphen, Overijssel samt Drenthe, også konge af England, Skotland og Irland som Vilhelm 3. af England.

## Huset Nassau, yngre ottoniske linje

### Statholdere i Nederlands nordøstlige provinser
- 1636 – 1606: Johan 6. af Nassau-Dillenburg, statholder i Geldern, stiftede Unionen i Utrecht, var bror til Vilhelm den Tavse.
- * * 1560 – 1620: Willem Lodewijk, søn af Johan 6., bror til Ernst Casimir
- 1573 – 1632: Ernst Casimir af Nassau-Diez, statholder i Frisland, Groningen og Drenthe
- * * 1612 – 1640:  Henrik Casimir 1. af Nassau-Diez, søn af  Ernst Casimir, bror til  Vilhelm Frederik, statholder i Frisland, Groningen og Drenthe
- 1613 – 1664: Vilhelm Frederik af Nassau-Diez, statholder i Frisland, Groningen og Drenthe
- 1657 – 1696: Henrik Casimir 2. af Nassau-Diez, arvestatholder i Frisland, også statholder i Groningen og Drenthe
- 1687 – 1711: Johan Vilhelm Friso af Nassau-Diez, statholder i Frisland og Groningen

### Republikken af de syv forenede Nederlande eller provinser
- 1711 – 1751: Vilhelm 4. af Oranien, arvestatholder
- 1748 – 1806: Vilhelm 5. af Oranien, arvestatholder, fordrevet af franskmændene i 1795.

### Forenede Kongerige Nederlandene
- 1772 – 1843: Vilhelm 1. af Nederlandene, konge samt storhertug af Luxemburg og hertug af Limburg.

### Kongeriget Nederland
- 1792 – 1849: Vilhelm 2. af Nederlandene, konge samt storhertug af Luxemburg og hertug af Limburg
- 1817 – 1890: Vilhelm 3. af Nederlandene, konge samt storhertug af Luxemburg og hertug af Limburg
- 1880 – 1962: Vilhelmine af Nederlandene, regerende dronning

## Huset Oranje-Nassau, efterkommere af yngre ottoniske linje
- 1909 – 2004: Juliana af Nederlandene, regerende dronning
- født 1938: Beatrix af Nederlandene, tidligere regerende dronning
- født 1967: Willem-Alexander af Nederlandene, konge
- født 2003: Catharina-Amalia af Nederlandene, titulær fyrstinde af Oranje (Prinses van Oranje).